# Bill Tempero
Bill Tempero (ur. 16 stycznia 1944 roku w Milwaukee) – amerykański kierowca wyścigowy.

## Życiorys
Tempero rozpoczął karierę w międzynarodowych wyścigach samochodowych w 1971 roku od startów w L & M F5000 Championship, gdzie jednak nie zdobywał punktów. W późniejszym okresie Amerykanin pojawiał się także w stawce SCCA Midwest Division National Formula A, Can-Am, USAC National Championship, CART Indy Car World Series, American IndyCar Series, Indy Racing League oraz United States Speedway Series.
W CART Indy Car World Series Tempero startował w latach 1980-1984. Najlepszy wynik Amerykanin osiągnął w 1980 roku, kiedy uzbierane 331 punktów dało mu 21. miejsce w klasyfikacji generalnej.